# Prowincja Boulgou
Prowincja Boulgou – jedna z 45 prowincji w Burkina Faso.
Prowincja ma powierzchnię prawie 6,7 tysięcy km². W 2006 roku w prowincji mieszkało ponad 542 tysiące ludzi. W 1996 roku na jej terenach zamieszkiwało ponad 415,5 tysięcy osób.